# Onze-Lieve-Vrouw-van-de-Rozenkranskapel (Meers)

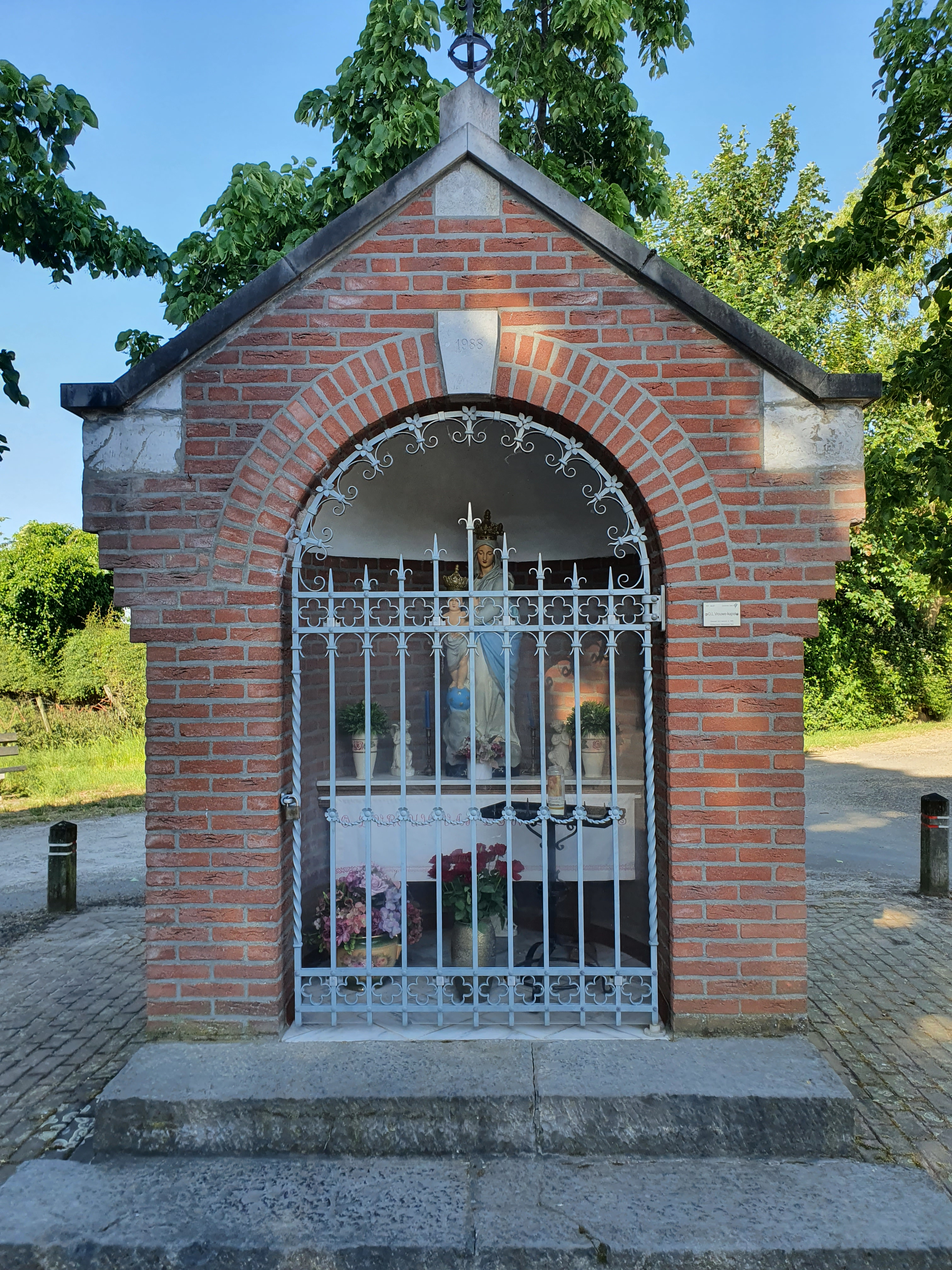
De Onze-Lieve-Vrouw-van-de-Rozenkranskapel

De Mariakapel is een kapel in Meers de Nederlands Zuid-Limburgse gemeente Stein. De kapel staat aan de westkant van het dorp aan de Grote Straat waar deze een bocht maakt en een veldweg hierop uitkomt. Hierbij staat de kapel midden op deze driesprong en kan men vanuit de veldweg de kapel aan twee kanten passeren. Op ongeveer 200 meter naar het zuidoosten staat de Sint-Jozefkerk.
De kapel is gewijd aan Maria, specifiek aan Onze-Lieve-Vrouw van de Heilige Rozenkrans.

## Geschiedenis
In 1989 werd de kapel door buurtbewoners gebouwd en de kapel doet dienst als rustaltaar tijdens de processie. Op 28 mei 1989 werd de kapel ingezegend.

## Bouwwerk
De bakstenen kapel wordt geflankeerd door twee bomen en wordt gedekt door een zadeldak met pannen. De achtergevel en frontgevel steken iets uit, waardoor de zijgevels terug liggen. De frontgevel is een puntgevel met schouderstukken, die afgedekt is met grijze natuurstenen afdekplaten en bekroond wordt door een smeedijzeren kruis op een opengewerkte bol die bevestigd is op een sokkel. In de frontgevel bevindt zich de rondboogvormige toegang die wordt afgesloten met een ijzeren hek. De frontgevel bevat verder een getrapte verbrede aanzet, waarbij de sluitsteen van de rondboog, sluitsteen van de gevel en stenen onder de schouderstukken in grijs steen zijn uitgevoerd.
Van binnen zijn de muren bekleed met baksteen en is het gewelf wit gepleisterd. In de halfronde nis is een altaartafel geplaatst waarop het Mariabeeld staat van Onze-Lieve-Vrouw van de Heilige Rozenkrans. Met beeld toont een gekroonde Maria met naast haar een gekroond kindje Jezus die een rozenkrans in de hand heeft en staat op een blauwe wereldbol met gouden sterren.